# حيض خفي
الحيض الخفي هي حالة طبية يحدث فيها احتباس لدم الحيض في المهبل والرحم بسبب عيب خلقي يؤدي إلى انسداد لمسار خروج الدم كحاجز مهبلي أو بكارة رتقاء. في المريضة المصابة يحدث إهراق لبطانة الرحم لكن تبدو وكأنها مصابة بانقطاع الحيض. يتم علاج المشكلة جراحيًّا.
تظهر الأعراض في سن البلوغ حيث يتجمع الدم في المهبل ثم الرحم.

## الأعراض
انقطاع أولي للحيض مع سواء الهرمون الموجه للغدد التناسلية، وألم دوري في أسفل لابطن هي الأعراض الرئيسية لتدمي المهبل، وقد تعاني المريضة من احتباس البول.

## العلامات
- فحص البطن: تورم في أسفل البطن بالجس.
- فحص الفرج: يظهر غشاء البكارة في حالة البكارة الرتقاء منتفخًا مشدودًا يميل إلى الزرقة، ويختلف مظهره بحسب سمكه. ولا يظهر في حالة عدم تخلق المهبل.
- فحص المستقيم: كتلة منتفخة كبيرة.

## التشخيص
يتم التشخيص بالسونار (الأشعة بالموجات فوق الصوتية)؛ يظهر المهبل ممتلئًا بالدم والرحم مدفوعًا للأعلى، وقد يكون مصحوبًا بتدمي الرحم وقناتي فالوب.

## المضاعفات
- تدمي الرحم
- تدمي قناتي فالوب
- انتباذ بطاني رحمي
- عقم واحتباس للبول إذا لم يتم علاج المشكلة.

## العلاج
يختلف العلاج بحسب السبب:
البكارة الرتقاء: يتم استئصال بسيط للغشاء المسبب للاحتباس.
الحاجز المهبلي المستعرض: تتم إزالته عن طريق «الرأب على شكل زد».
المهبل الأعمى: رأب المهبل كليًّا أو جزئيًّا.
قد يتطلب تدمي قناتي فالوب إجراء استكشاف أو تنظير للبطن لإزالة أو إعادة بناء القنوات المصابة. وفي حالة العقم يتم اللجوء إلى تقنيات التلقيح بالمساعدة.